# Tanner Richard
Tanner Richard (* 6. April 1993 in Markham, Ontario) ist ein Schweizer Eishockeyspieler kanadischer Herkunft, der seit Juli 2017 beim Genève-Servette HC aus der Schweizer National League unter Vertrag steht und dort auf der Position des Centers spielt. Mit dem Genève-Servette HC gewann Richard sowohl die Schweizer Meisterschaft als auch die Champions Hockey League. Zuvor war er unter anderem vier Jahre in der Organisation der Tampa Bay Lightning aus der National Hockey League (NHL) aktiv, die ihn im NHL Entry Draft 2012 ausgewählt hatten. Sein Vater Mike war ebenfalls professioneller Eishockeyspieler.

## Karriere
Richard wurde im [kanadischen]Markham in der Provinz Ontario geboren. Da sein Vater aber in der Schweiz Eishockey spielte, verlebte dessen Sohn seine Kindheit dort und erlernte im Nachwuchs des SC Rapperswil das Eishockeyspielen. Er spielte dort bis in die Saison 2010/11 hinein, nachdem er den gesamten Nachwuchs durchlaufen hatte. So gab er im Verlauf der Saison sein Debüt für Rapperswil in der National League A. Zudem war er auf Leihbasis auch für den EHC Wetzikon  in der drittklassigen 1. Liga aktiv, der von seinem Vater trainiert wurde. Anschliessend zog es Richard nach Nordamerika, wo er in den folgenden beiden Spieljahren bis 2013 in der Ontario Hockey League bei den Guelph Storm aktiv war. Während dieser Zeit war er im NHL Entry Draft 2012 in der dritten Runde an 71. Stelle von den Tampa Bay Lightning aus der National Hockey League ausgewählt worden.
Die Lightning nahmen den Angreifer im April 2013 unter Vertrag und setzten ihn mit Beginn der Saison 2013/14 in ihrem Farmteam Syracuse Crunch in der American Hockey League ein. Dort war er auch die folgenden Spielzeiten ausschliesslich aktiv. Im Verlauf der Saison 2016/17 gab er sein NHL-Debüt für Tampa.
Zur Saison 2017/18 wechselte Richard zurück in die Schweiz. Er unterschrieb beim Genève-Servette HC einen Zweijahresvertrag mit einer Ausstiegsklausel für die NHL. In der Folge verlängerte er den Vertrag mit dem Klub mehrfach. In der Folge gewann er mit dem Team im Jahr 2023 die Schweizer Meisterschaft sowie im Jahr darauf die Champions Hockey League.

### International
Während Richards Vater für sein Geburtsland Kanada auf internationaler Bühne aktiv war, spielte Richard im Juniorenbereich für die Juniorennationalmannschaften der Eidgenossen. Dort durchlief er die Teams von der U17- bis hin zur U20-Mannschaft. So spielte er zwischen 2011 und 2013 bei der U18-Junioren-Weltmeisterschaft 2011 sowie den U20-Junioren-Weltmeisterschaften 2012 und 2013 für die Schweiz.
Sein Debüt für die Schweizer Nationalmannschaft gab Richard am 28. April 2017 beim 2:0-Sieg gegen Dänemark. In der Folge gehörte er zum Schweizer Aufgebot bei den Weltmeisterschaften der Jahre 2017 und 2023.

## Erfolge und Auszeichnungen
- 2023 Schweizer Meister mit dem Genève-Servette HC
- 2024 Champions-Hockey-League-Gewinn mit dem Genève-Servette HC

## Karrierestatistik
Stand: Ende der Saison 2024/25

### International
Vertrat die Schweiz bei:
| - Ivan Hlinka Memorial Tournament 2010 - U18-Junioren-Weltmeisterschaft 2011 - U20-Junioren-Weltmeisterschaft 2012 | - U20-Junioren-Weltmeisterschaft 2013 - Weltmeisterschaft 2017 - Weltmeisterschaft 2023 |

(Legende zur Spielerstatistik: Sp oder GP = absolvierte Spiele; T oder G = erzielte Tore; V oder A = erzielte Assists; Pkt oder Pts = erzielte Scorerpunkte; SM oder PIM = erhaltene Strafminuten; +/− = Plus/Minus-Bilanz; PP = erzielte Überzahltore; SH = erzielte Unterzahltore; GW = erzielte Siegtore; 1 Play-downs/Relegation; Kursiv: Statistik nicht vollständig)